# Alisha Boe
Pour les articles homonymes, voir Boe.
Alisha Boe, née le 6 mars 1997 à Oslo dans la région de l'Østlandet, est une actrice somalo-norvégienne.
Elle se fait connaître par le rôle de Jessica Davis dans la série télévisée américaine, 13 Reasons Why (2017-2020), un rôle qu'elle avait au préalable refusé avant que les producteurs n'insistent pour qu'elle joue.

## Biographie
Elle naît à Oslo en Norvège d'un père somalien et d'une mère norvégienne. En 2000, à l’âge de trois ans, ses parents déménagent à New York. À sept ans, sa mère se marie à un Américain et elles déménagent pour Los Angeles.
Elle fréquente le collège George Ellery Hale puis le lycée El Camino Real High School à Los Angeles. Elle assiste au cours d'art dramatique de son lycée.

## Carrière
En 2016, elle décroche le rôle de Gwen dans la saison 6 de Teen Wolf de Jeff Davis,.
L'année suivante, elle obtient l'un des rôles principaux de l'adaptation Netflix du roman de Jay Asher, 13 Reasons Why. Elle joue le rôle de Jessica Davis dans cette série produite notamment par Selena Gomez et diffusée depuis le 31 mars 2017 sur Netflix,,. Ce teen drama s'arrête au bout de quatre saisons, en 2020.
En 2023, elle tient l'un des rôles principaux de la série télévisée britannique The Buccaneers.

## Filmographie

### Cinéma

#### Longs métrages
- 2008 : Amusement de John Simpson : Lisa, jeune
- 2009 : He's on My Mind de Kazeem Molake : Laci
- 2012 : Paranormal Activity 4 de Henry Joost et Ariel Schulman : Tara
- 2017 : 68 Kill de Trent Haaga : Violet
- 2019 : Yes, God, Yes de Karen Maine : Nina
- 2019 : Pom-Pom Ladies de Zara Hayes : Chloé
- 2019 : Gates of Darkness de Don E. FauntLeRoy : Alexa O'Connor
- 2022 : Si tu me venges… (Do Revenge) de Jennifer Kaytin Robinson : Tara
- 2022 : When You Finish Saving the World de Jesse Eisenberg : Lila

#### Courts métrages
- 2009 : Plastic Makes Perfect de Ann Finnegan : Brooke
- 2016 : Horny Af de David Altobelli, Jeff Desom et Ben Tan : Alisha
- 2018 : Binge de Kevin Rios : Jennifer

### Télévision

#### Séries télévisées
- 2012 : Parenthood : Une fille
- 2013 : Trophy Wife : Chelsea Trassen
- 2014 : Modern Family : Tracy
- 2014 : Extant : Brynn Hendy
- 2014 - 2015 : Des jours et des vies (Days of our Lives) : Daphne
- 2015 : NCIS : Enquêtes spéciales (NCIS) : Farrah Meyers
- 2015 : Casual : Becc
- 2015 - 2016 : Les Experts : Cyber (CSI : Cyber) : Grace Clarke
- 2015 - 2016 : Ray Donovan : Janet
- 2016 : Teen Wolf : Gwen
- 2017 - 2020 : 13 Reasons Why : Jessica Davis
- 2018 : Robot Chicken : Raina / Stacy London / La petite fille (voix)
- 2020 : Day by Day : Helena
- depuis 2023 : The Buccaneers : Conchita Closson

### Clip vidéo
- 2018 : Shawn Mendes et Zedd : Lost In Japan